# Лонг-Валли (кальдера)
Кальдера Ло́нг-Ва́лли (англ. Long Valley Caldera) является впадиной в восточной части Калифорнии, которая находится рядом с Мамонтовой горой. Долина является одним из крупнейших супервулканов Земли: размером около 32 км в длину (с востока на запад), 18 км в ширину (с севера на юг) и ~ 910 м глубиной. Последнее катастрофическое извержение вулкана произошло около 760 тыс. лет назад, при этом в атмосферу попало порядка 750 км³ вулканического пепла. Считается, что активность этого вулкана последние 2 млн лет уменьшается.
С начала мая 2015 года началось локальное увеличение сейсмической активности кальдеры Лонг-Валли, что привело к землетрясениям в городах Калифорнии: 4 мая 2015 года было зафиксировано два мощных подземных толчка: на расстоянии 14 км от Лос-Анджелеса (магнитуда 3,8) и в 30 км от Сан-Франциско (магнитуда 4,0). В марте 2016 года сейсмическая активность вулкана превысила аналогичную активность супервулкана Йеллоустона.
Возможно, существенное изменение вулканической активности кальдеры Лонг-Валли последние полвека связано с чередой ядерных испытаний в штате Невада, проводивших там с 1950 по 1990-е годы. Максимальная мощность атомных взрывов в радиусе 150 км от супервулкана составляла порядка 150 килотонн.